# Louis của Pháp (1264–1276)
Louis của Pháp (1264 - trước tháng 5 năm 1276), là người thừa kế mặc định cho ngai vàng Pháp. Ông là con trai cả của Vua Philippe III của Pháp và người vợ đầu tiên của Philip, vương hậu Isabel của Aragón.

## Cuộc đời
Louis có ba người em trai: Philippe IV, Robert và Charles. Mẹ ông qua đời ở Calabria sau một tai nạn cưỡi ngựa khi mang thai đứa con thứ 5 vào năm 1270. Khi qua đời ở tuổi 12, em trai của Louis là Philip, kế vị ông với tư cách là người thừa kế mặc định.

## Hoàn cảnh sự qua đời
Sau cái chết của mình, Pierre de la Broce, hầu phòng của Philip, đã buộc tội Mary xứ Brabant, vợ thứ hai của Philip đã đầu độc Louis. Đến năm 1277, sự nghi ngờ lập tức đổ dồn vào Pierre de la Broce, người sau đó bị xét xử vì tội phản bội, và bị hành quyết treo cổ tại Montfaucon.